# Сезувиум тропический
Сезуви́ум тропи́ческий (лат. Sesuvium crithmoides) — растение из рода Сезувиум (Sesuvium) семейства Аизовых (Aizoaceae). Распространён в Африке. Завезён в Северную Америку из Анголы.

## Ботаническое описание
Ползучее суккулентное травянистое растение. Листья в молодом возрасте покрыты беловатыми волосками, узколинейной формы, 1,8—6 см длиной и 1—3 мм шириной. Цветки расположены в пазухах листьев, одиночные. Доли чашечки заострённые, яйцевидной или яйцевидно-ланцетовидной формы, 9—12 миллиметров длиной. Тычинки многочисленные, тычиночные нити около 3 мм длиной, пыльники эллиптической формы, 0,9 мм длиной. Завязь слабо пятидольчатая.